# Васильев, Геннадий Леонидович
Генна́дий Леони́дович Васи́льев (31 августа 1940 — 21 октября 1999) — советский, затем российский кинорежиссёр и сценарист.

## Биография
Геннадий Васильев родился 31 августа 1940 в селе Михайловка Уссурийской области. В 1968 году окончил режиссёрский факультет ЛГИТМиКа, затем был режиссёром театра имени Ленинского комсомола в Ростове-на-Дону. Член КПСС с 1964 года.
По окончании в 1973 году Высших курсов сценаристов и режиссёров, режиссерской мастерской И. А. Фрэза, Геннадий Васильев стал режиссёром киностудии имени М. Горького. Первым успехом режиссёра в детском кино стал поставленный в 1975 году сказочный фильм «Финист — Ясный Сокол», отмеченный премией на международном кинофестивале в Хихоне. Герои былин и сказок ещё не раз появлялись в его фильмах — «Василий Буслаев» (1982), «Чёрный принц Аджуба» (1988). Был режиссёром комедийно-приключенческой ленты «Новые приключения капитана Врунгеля» и сюжетов юмористического киножурнала «Ералаш».
В 1985 году Васильев впервые обратился к жанру исторического фильма, экранизировав роман Валентина Иванова «Русь изначальная», а в 1991 году вышел ещё один его фильм на тему российской истории — «Царь Иван Грозный». В 1997 году совместно с китайскими кинематографистами Геннадий Васильев снял фильм-сказку «Волшебный портрет».
Был женат на сотруднице киностудии имени Горького, киноведе Татьяне Турчан, имевшей дочь от первого брака, актрису Ксению Турчан. Позже родился сын, Егор Васильев, работавший режиссёром программы новостей в «Останкино».
Режиссёр скончался в Москве 21 октября 1999 года от кровоизлияния в мозг.

## Фильмография
| 1975 | Финист — Ясный Сокол                | зелёная ✓ |           |
| 1976 | Пока бьют часы                      | зелёная ✓ | зелёная ✓ |
| 1978 | Новые приключения капитана Врунгеля | зелёная ✓ |           |
| 1980 | Полёт с космонавтом                 | зелёная ✓ |           |
| 1982 | Василий Буслаев                     | зелёная ✓ |           |
| 1986 | Русь изначальная                    | зелёная ✓ | зелёная ✓ |
| 1989 | Чёрный принц Аджуба                 | зелёная ✓ |           |
| 1991 | Царь Иван Грозный                   | зелёная ✓ | зелёная ✓ |
| 1997 | Волшебный портрет                   | зелёная ✓ | зелёная ✓ |

### Режиссёр сюжетов «Ералаша»
- 1977 — Выпуск № 13 (сюжет «Два желания»)
- 1978 — Выпуск № 17 (сюжет «Трагедия Вовы Крякина»)
- 1982 — Выпуск № 36 (сюжет «Аукцион»)
- 1983 — Выпуск № 39 (сюжет «Музыкальный момент»)
- 1983 — Выпуск № 40 (сюжет «Чудеса в решете»)
- 1984 — Выпуск № 46 (сюжет «40 чертей и одна зелёная муха»)

### Автор сценариев к сюжетам «Ералаша»
- 1984 — Выпуск № 46 (сюжет «40 чертей и одна зелёная муха»)